# Muzeum Narodowe w Szczecinie
Muzeum Narodowe w Szczecinie – muzeum wielodziałowe, gromadzące zbiory archeologii, sztuki dawnej i współczesnej, historyczne, numizmatyczne, nautyczne, etnograficzne. 

## Historia
Utworzone zostało 1 sierpnia 1945 roku jako polskie Muzeum Miejskie w Szczecinie. Założycielem i organizatorem placówki był przybyły z Poznania Lech Krzekotowski, a jego działania wspierał pionier szczecińskiego muzealnictwa – Kazimierz Haska. Muzeum przejęło pozostałości zbiorów Stadtmuseum na Hakenterrasse (dziś Wały Chrobrego) i Pommersches Landesmuseum – dawniej Pałac Sejmu Stanów, przy ul. Staromłyńskiej 27, gdzie mieści się Muzeum Tradycji Regionalnych. Rozpoczęło także kolekcjonowanie polskiej sztuki współczesnej. W kolejnych latach zwiększało swoje zbiory najpierw dzięki depozytom z innych muzeów polskich, potem tworząc stopniowo kolekcje własne. Jednocześnie utraciło część zbiorów poniemieckich na rzecz innych muzeów warszawskich (szczególnie etnograficznych). Kopia posągu Bartolomeo Colleoniego z Wenecji, pochodząca z kolekcji Heinricha Dohrna (przez lata stojąca na dziedzińcu warszawskiej Akademii Sztuk Pięknych), oraz marmurowa kopia posągu Mojżesza Michała Anioła (tamże), były „darem” Szczecina dla stolicy, wziętym ze szczecińskiego muzeum. 
Jesienią 1947 roku muzeum zyskało status placówki okręgowej i jako Muzeum Pomorza Zachodniego sprawowało opiekę merytoryczną nad muzeami zachodniopomorskimi. W roku 1970 w uznaniu ponadregionalnej wartości zbiorów zostało podniesione do rangi Muzeum Narodowego. W latach 70. Muzeum Narodowe w Szczecinie wzbogaciło się o dalsze dwa gmachy: Ratusz Staromiejski, w którym utworzono Muzeum Historii Szczecina oraz lewe skrzydło budynku dawnej komendantury garnizonu twierdzy szczecińskiej, w którym dzisiaj mieści się Muzeum Sztuki Współczesnej.

## Dyrektorzy
- Lech Krzekotowski (1945–1949)
- Józef Marciniak (1949–1952)
- Natalia Pacanowska-Haltrecht (1952–1955)[1]
- Władysław Filipowiak (1955–2000)
- Lech Karwowski (2001–2024)
- Agnieszka Bortnowska (od 2025; 2024–2025 p.o.)

## Zbiory

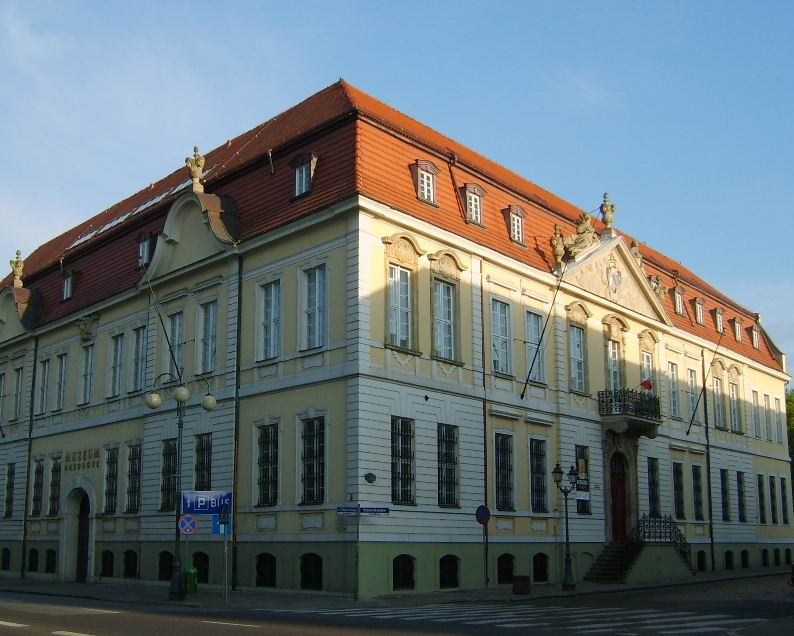
Pałac Sejmu Stanów Pomorskich – siedziba Dyrekcji Muzeum i Galerii Sztuki Dawnej

Muzeum jest obecnie największą instytucją kultury w województwie zachodniopomorskim, sprawującą opiekę nad ponad 150 tys. obiektów, wśród których są arcydzieła sztuki średniowiecznej: Madonny z Dzieciątkiem z Gardna, najstarsze figury NMP na terenie Polski, romańskie kolumny z Kołbacza, krucyfiks z Kamienia Pomorskiego, „piękna Madonna” z Bukowa, cenne zabytki archeologiczne, w tym laska magiczna z poroża łosia sprzed 12 tys. lat z najstarszym przedstawieniem figuralnym na terenie Polski, zbiory nautologiczne, etnograficzne, a także cenne numizmaty. W szczecińskim muzeum znajduje się także największy w Polsce zbiór świadectw kultury materialnej krajów pozaeuropejskich – szczególnie cenna jest kolekcja sztuki afrykańskiej.
Zbiory Muzeum Narodowego w Szczecinie obejmują szeroki zakres dzieł sztuki i kultury technicznej powstałych od czasów prehistorycznych do współczesności.
Podstawowe kategorie zbiorów: (każdą z kategorii opiekuje się osobny dział muzeum)
- Sztuka dawna do XVIII w.; Kolekcja antyczna, Sztuka średniowieczna, Malarstwo i rzeźba XVI–XVIII wieku, Rysunek i grafika, Rzemiosło artystyczne, Militaria
- Sztuka europejska 1800–1945
- Sztuka współczesna
- Archeologia: Epoka kamienia, Epoka brązu, Starożytność, Średniowiecze
- Numizmatyka: Monety, Monety pomorskie, Medale i odznaczenia, Sfragistyka, Banknoty
- Etnografia Pomorza
- Kultury pozaeuropejskie: Afryka, Ameryka, Australia i Oceania, Azja
- Zbiory morskie
- Stetiniana

## Siedziby i wystawy stałe

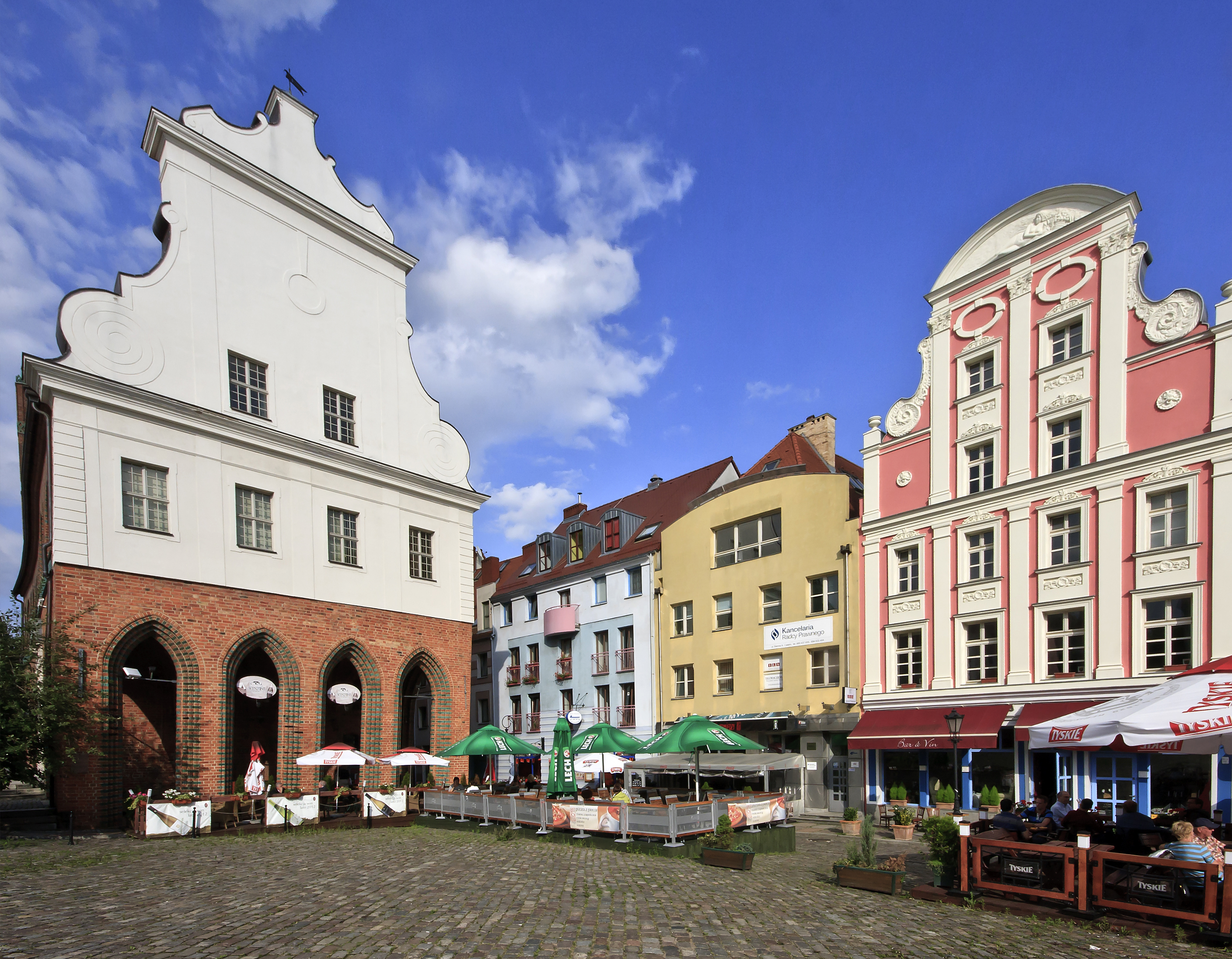
Ratusz Staromiejski – siedziba Muzeum Historii Szczecina

Muzeum Narodowe w Szczecinie mieści się w sześciu siedzibach (jednym współczesnym i czterech historycznych budynkach w centrum miasta i jednej ekspozycji w Gryficach). Zorganizowano w nich ok. 20 wystaw stałych i liczne wystawy tymczasowe
- Gmach Główny – ul. Wały Chrobrego 3
  - Ukryte znaczenia. Sztuka na Pomorzu w XVI i XVII wieku
  - Misterium światła. Sztuka średniowieczna na Pomorzu
  - Antyczne korzenie Europy. Szczecińska kolekcja Dohrnów
  - W afrykańskiej wiosce
  - Sztuka Afryki – między maską a fetyszem
  - Dzieci magii. Afrykańskie lalki i marionetki
- Muzeum Tradycji Regionalnych (Pałac Sejmu Stanów Pomorskich) – ul. Staromłyńska 27
  - Świt Pomorza. Kolekcja starożytności pomorskich
  - Złoty wiek Pomorza. Sztuka na dworze książąt pomorskich w XVI i XVII wieku
  - Gabinet Pomorski. W zwierciadle monet, banknotów i pieczęci
  - Stare srebra
- Muzeum Historii Szczecina (Ratusz Staromiejski) – ul. Księcia Mściwoja II 8
  - Najstarsze karty z dziejów Szczecina
  - Historia i kultura Szczecina w czasach szwedzkich i pruskich
  - Hans Stettiner i Jan Szczeciński. Życie codzienne w Szczecinie w XX wieku
  - Bernhard Heiliger „Wielki łuk” (rzeźba przed budynkiem muzeum)
- Muzeum Sztuki Współczesnej (Pałac pod Głowami) – ul. Staromłyńska 1
- Centrum Dialogu Przełomy – pl. Solidarności 1
  - Miasto sprzeciwu – miasto protestu
- Wystawa Zachodniopomorskich Kolei Dojazdowych w Gryficach przy ul. Błonie 2

Wystawy stałe Muzeum Narodowego w Szczecinie
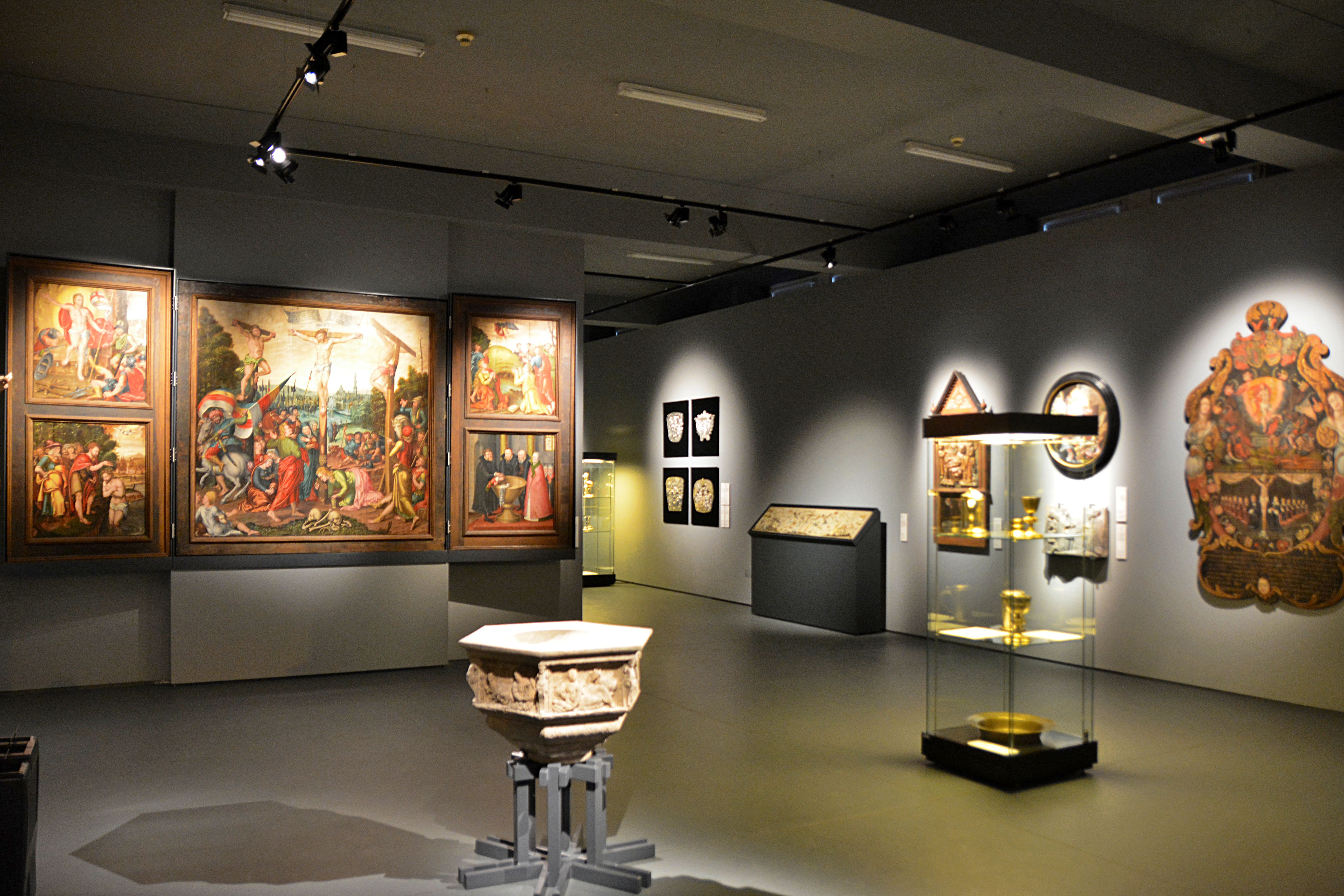
Ukryte znaczenia
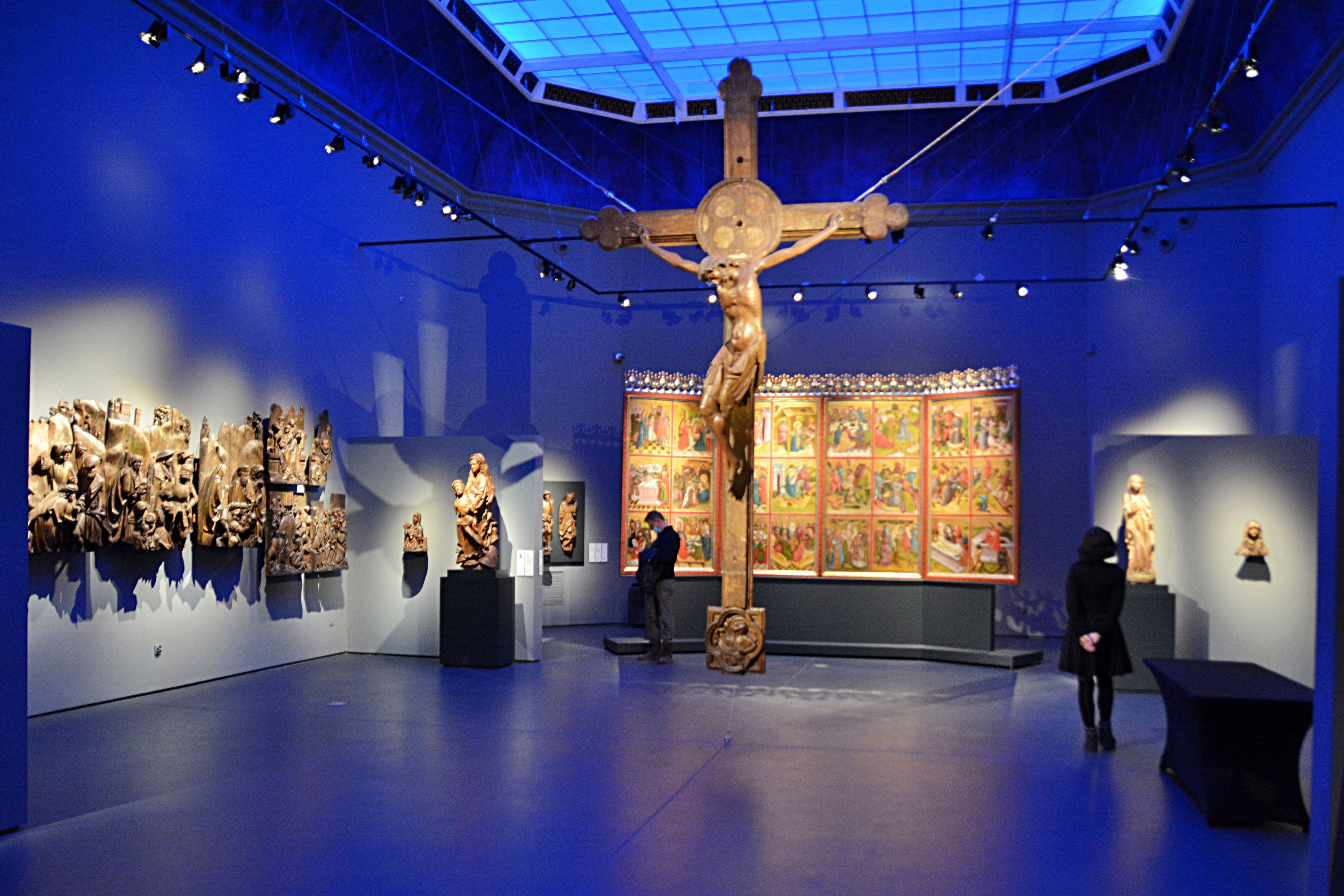
Misterium światła
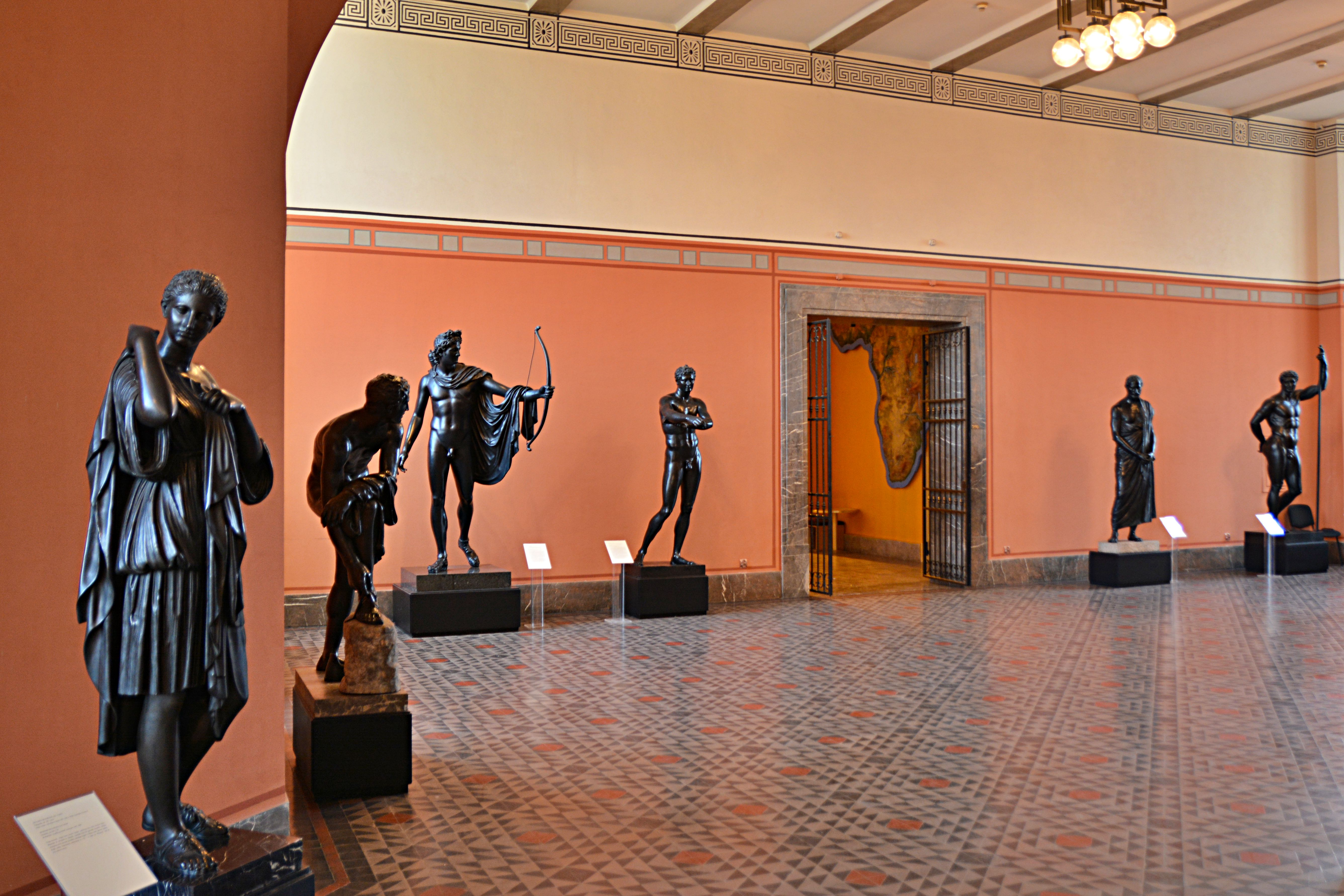
Antyczne korzenie Europy
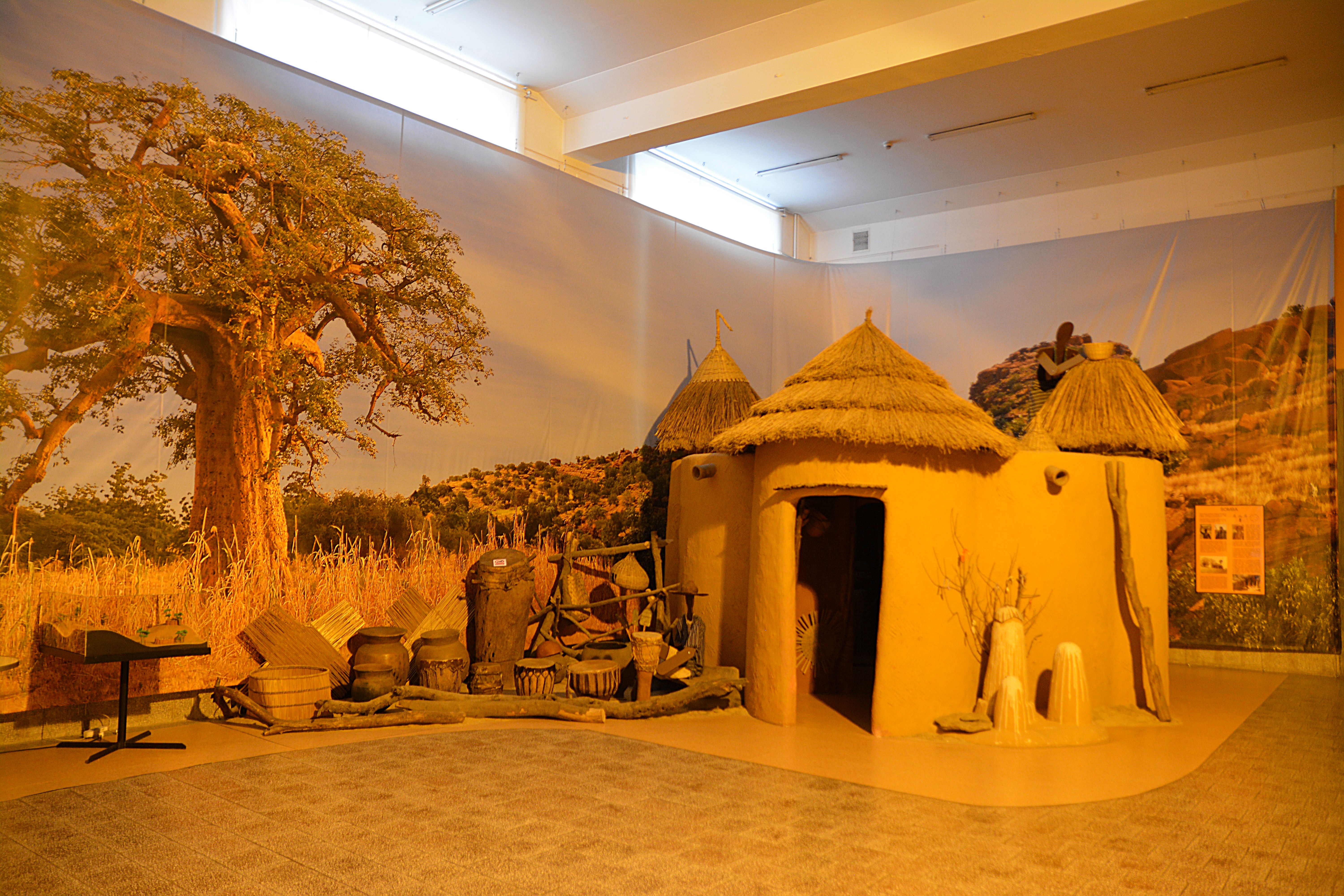
W afrykańskiej wiosce
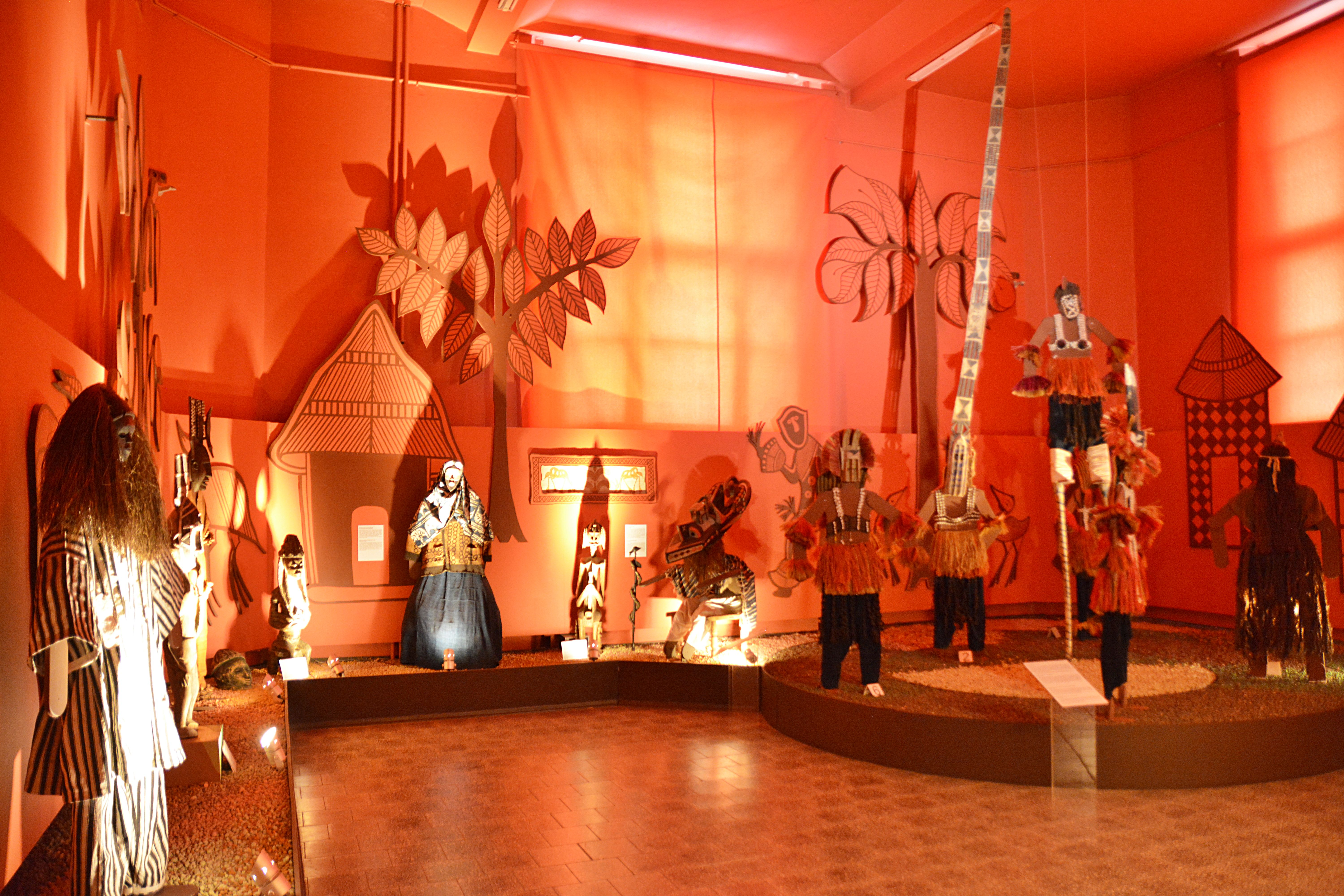
Sztuka Afryki
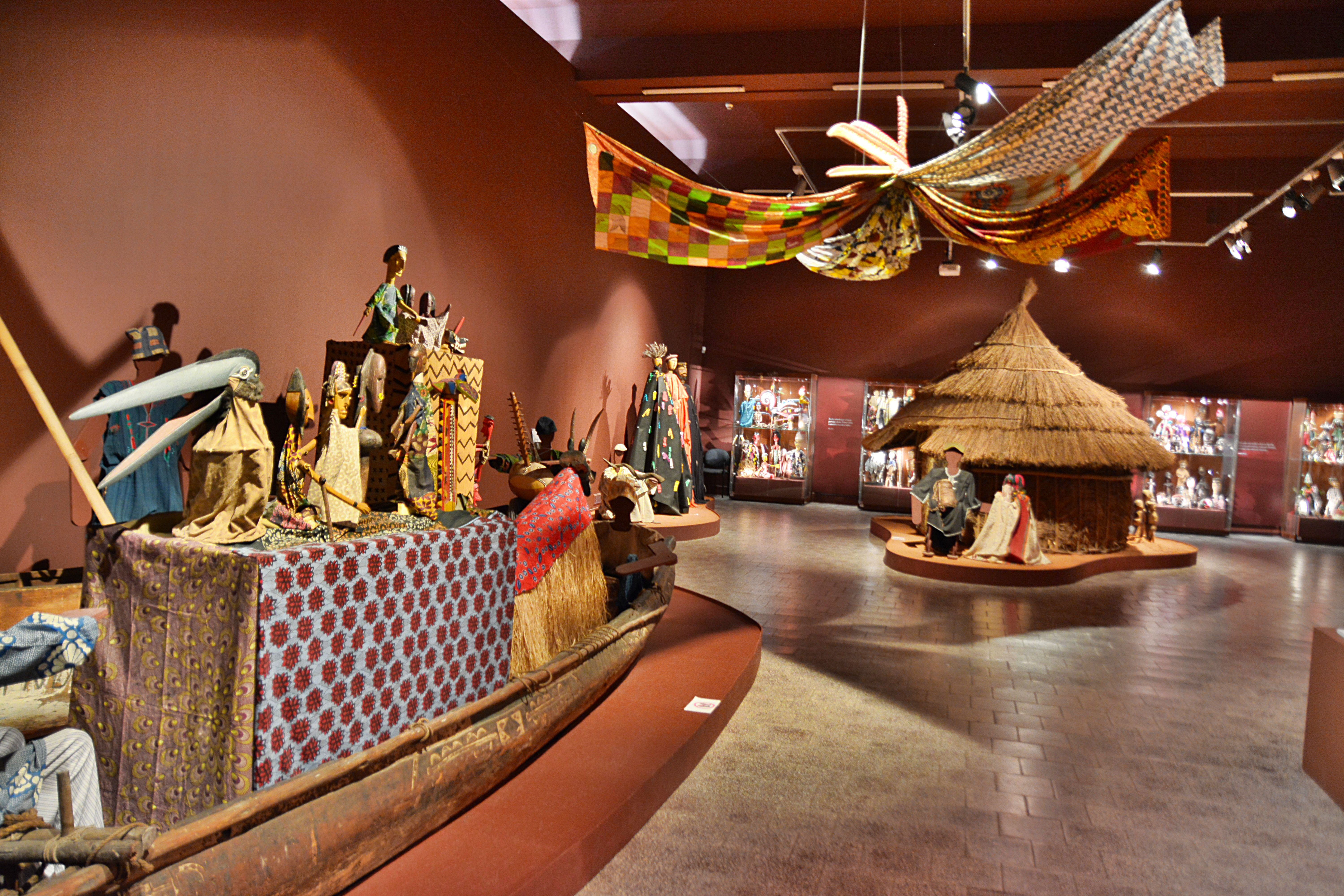
Dzieci magii
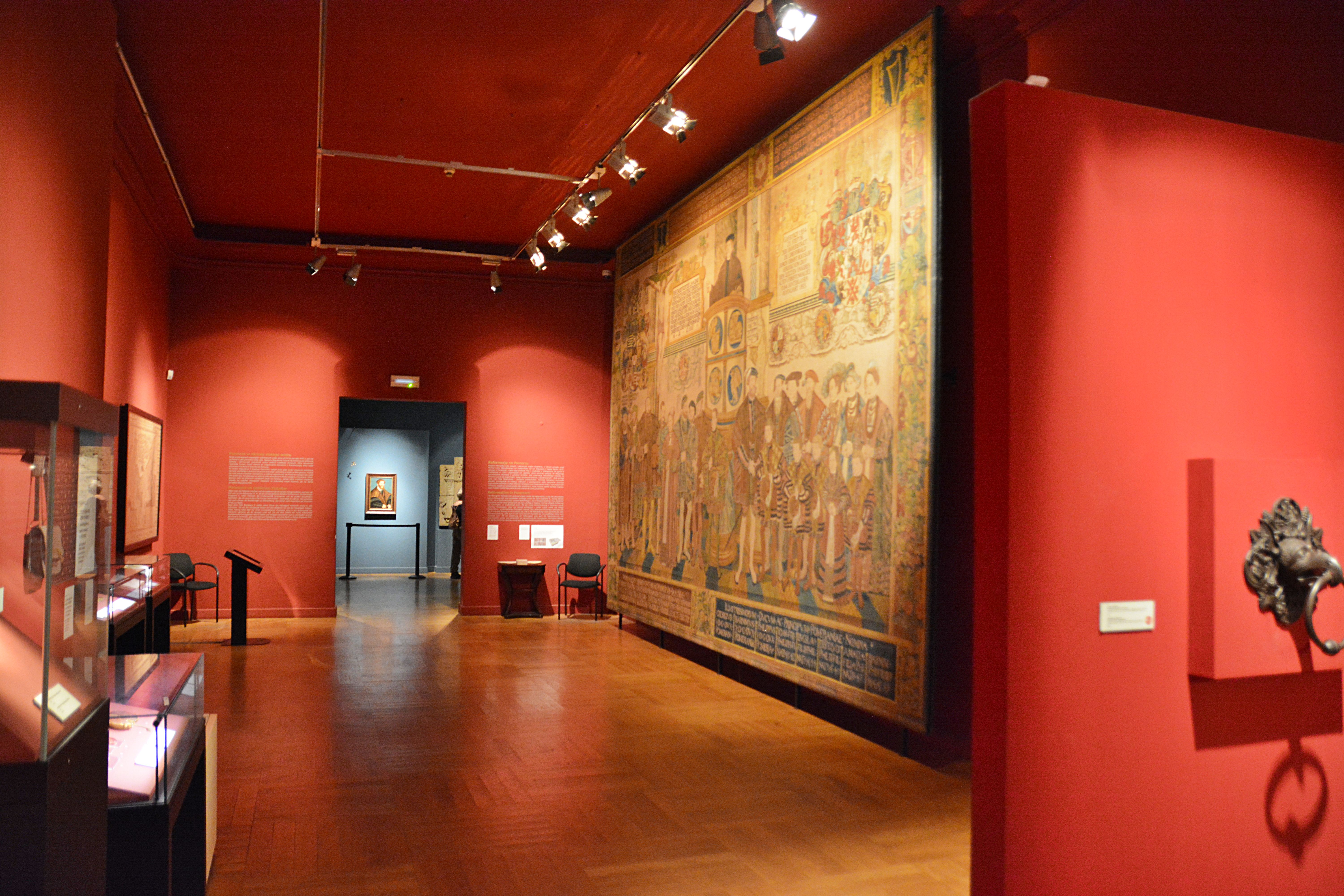
Złoty wiek Pomorza
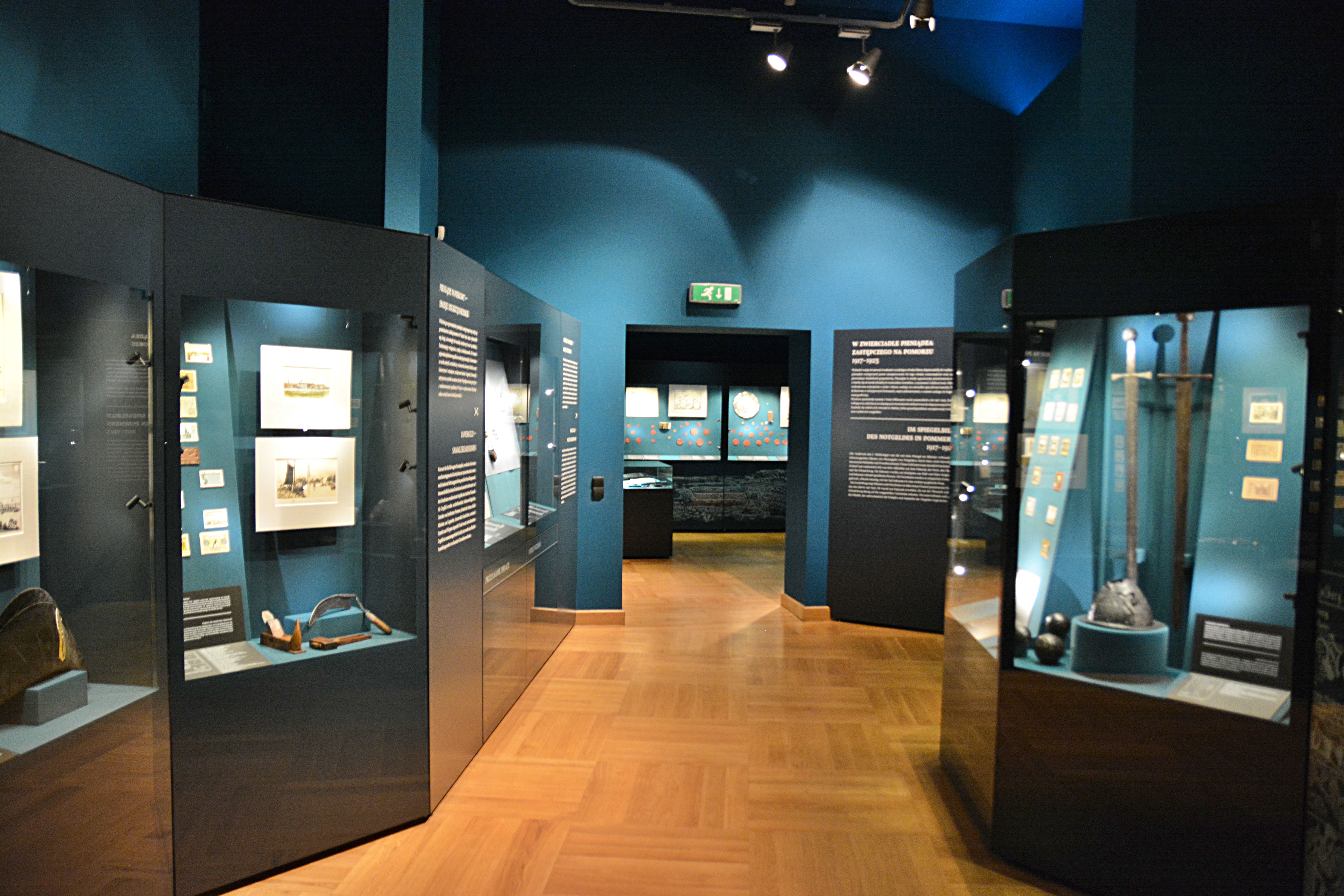
Gabinet pomorski
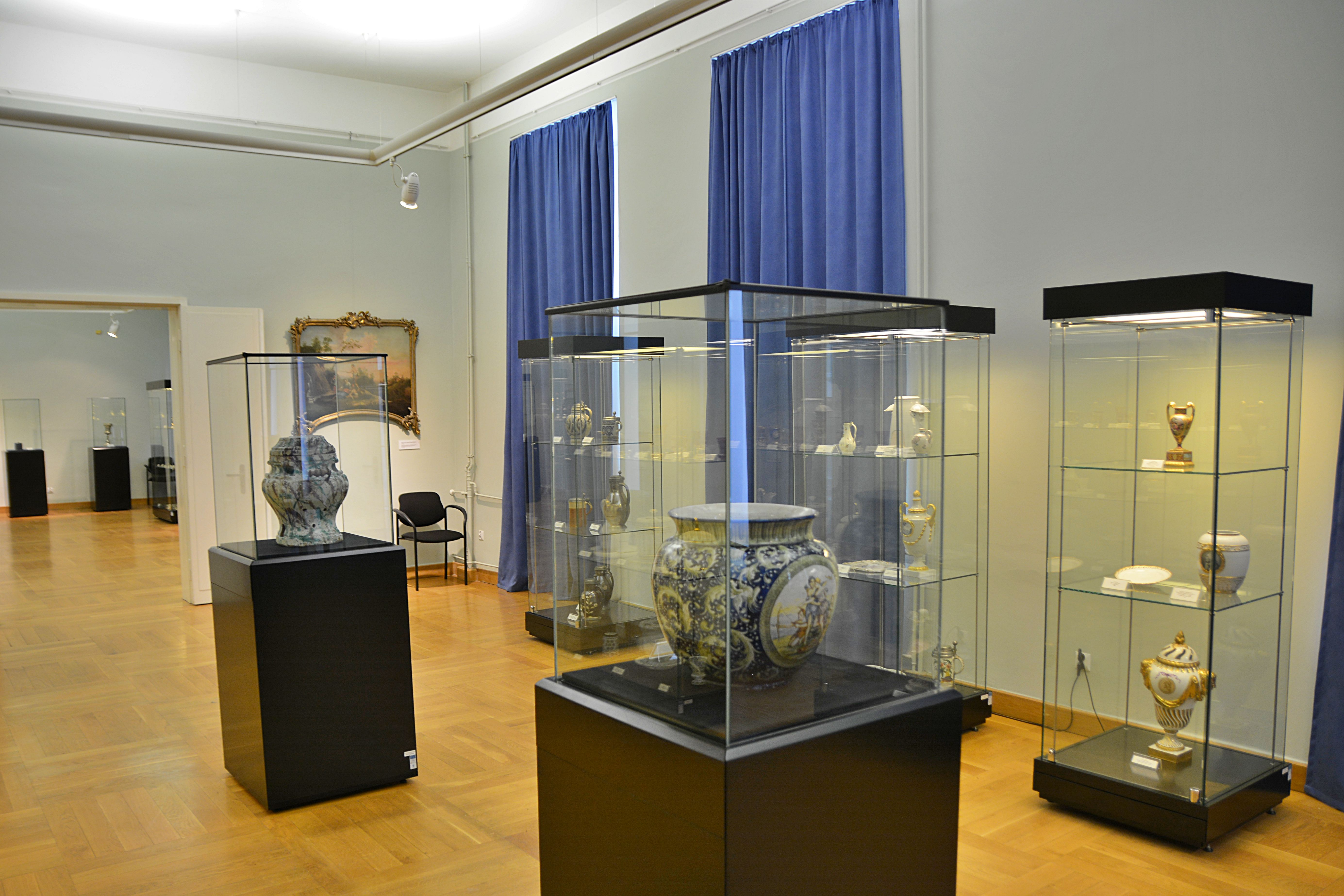
Stare srebra
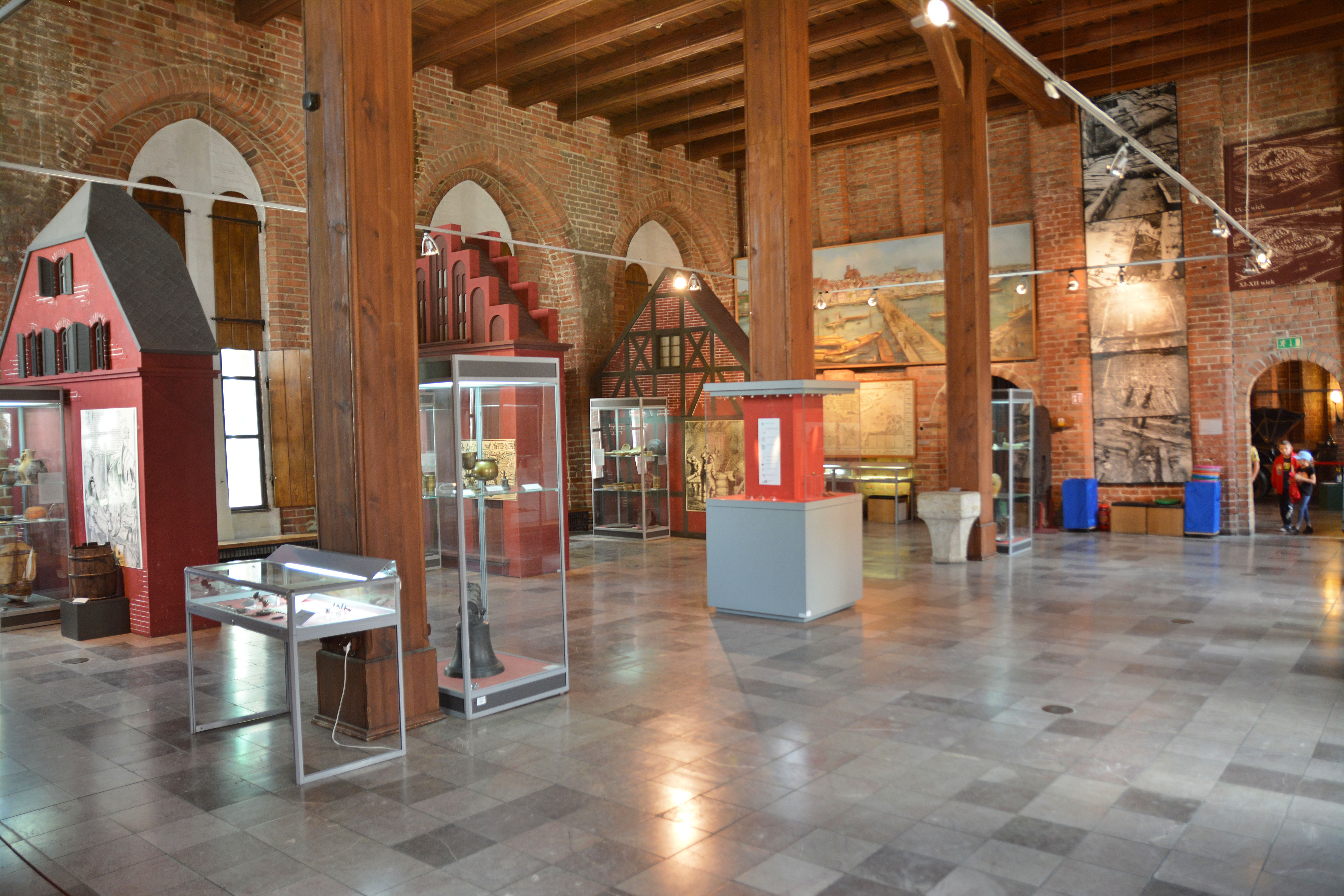
Najstarsze karty z dziejów Szczecina
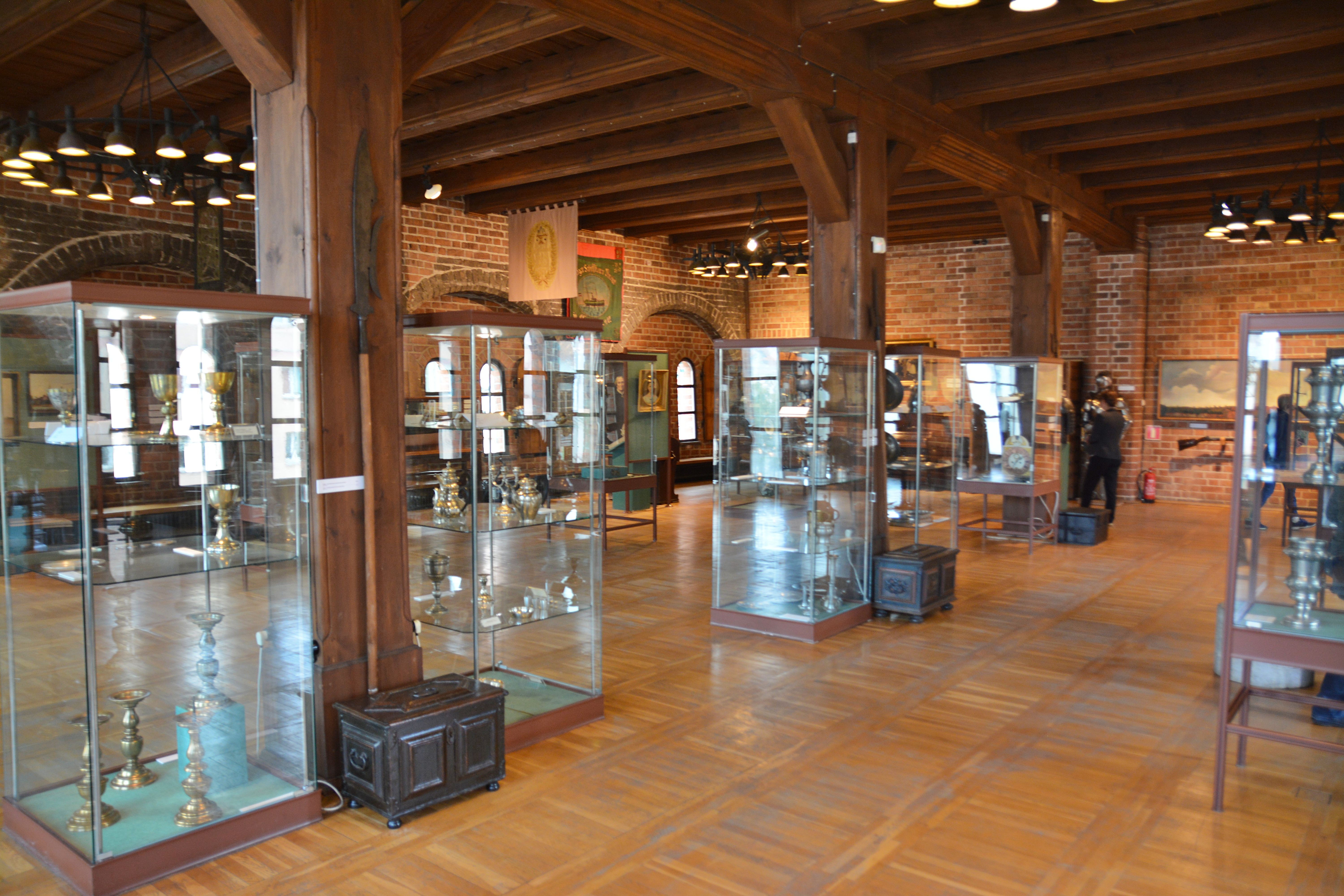
Historia i kultura Szczecina w czasach szwedzkich i pruskich
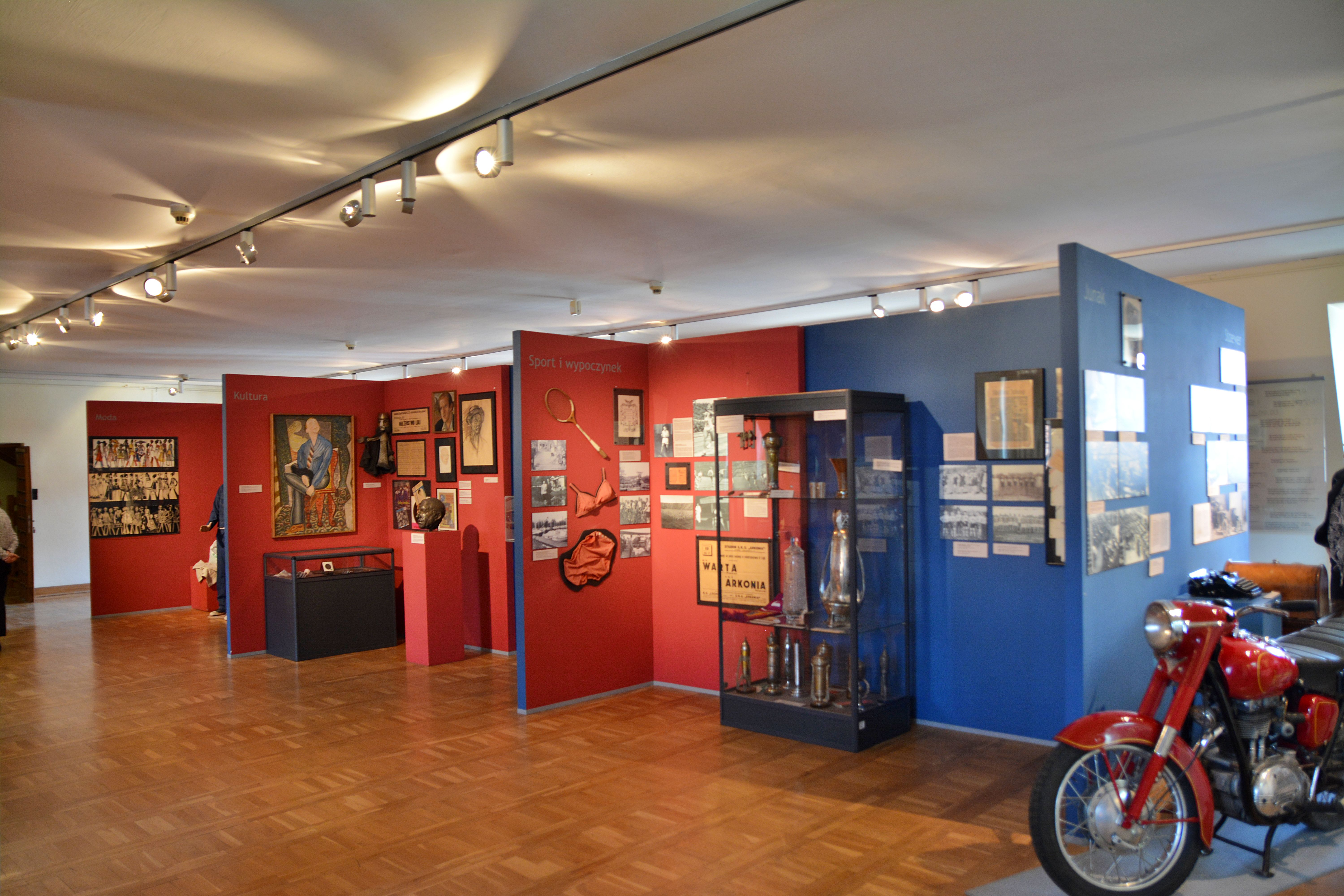
Hans Stettiner i Jan Szczeciński
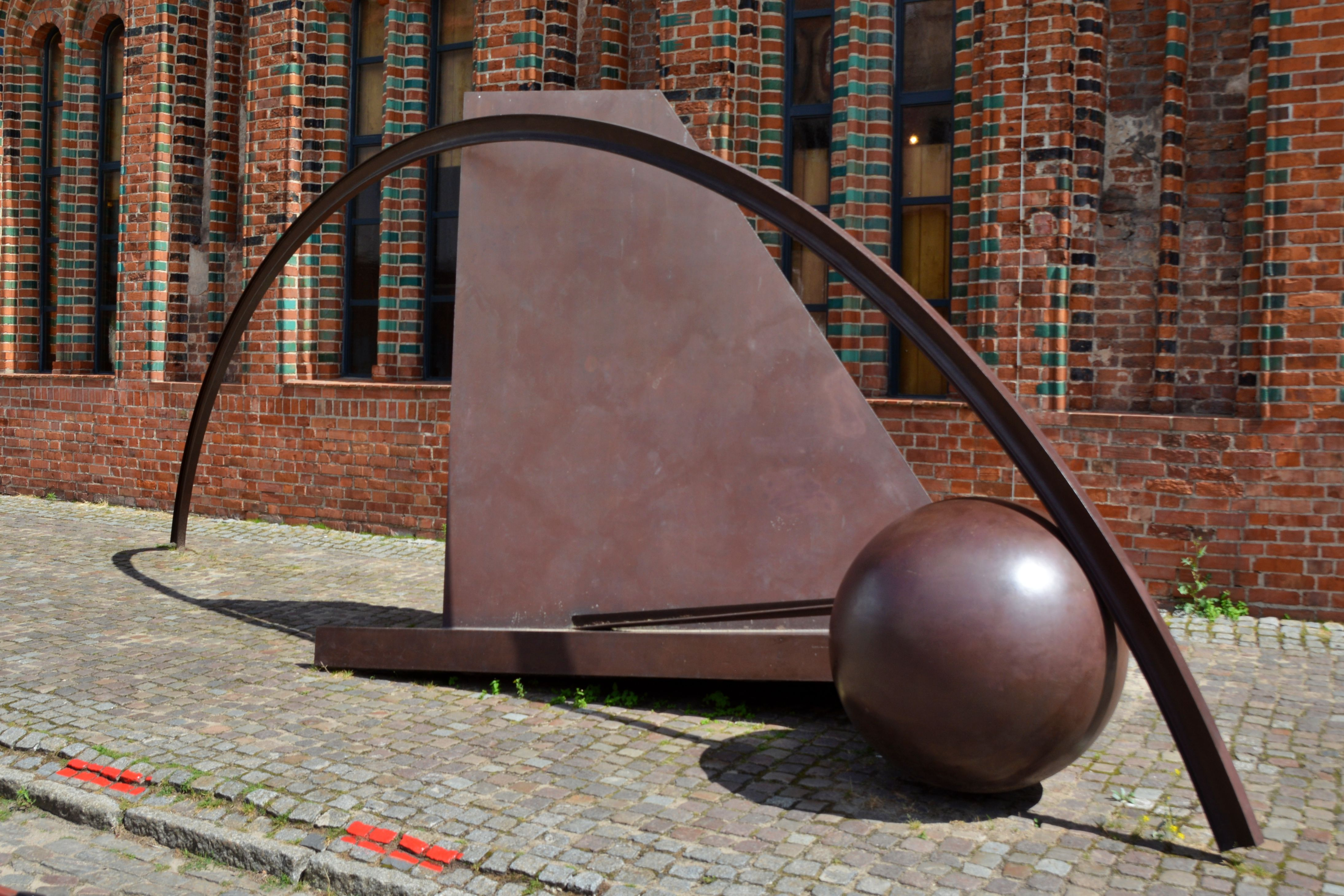
Bernhard Heiliger „Wielki łuk”
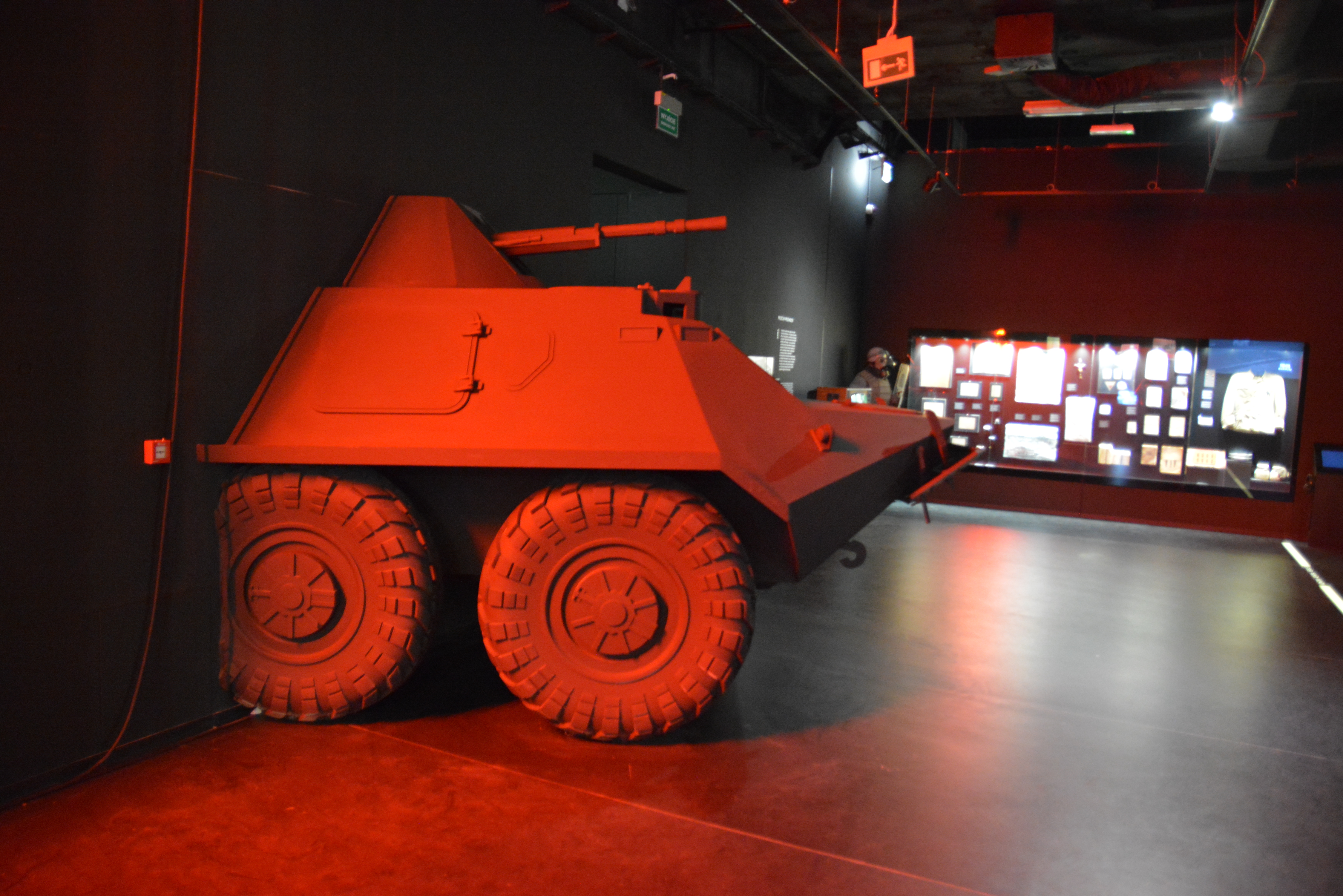
Miasto sprzeciwu – miasto protestu
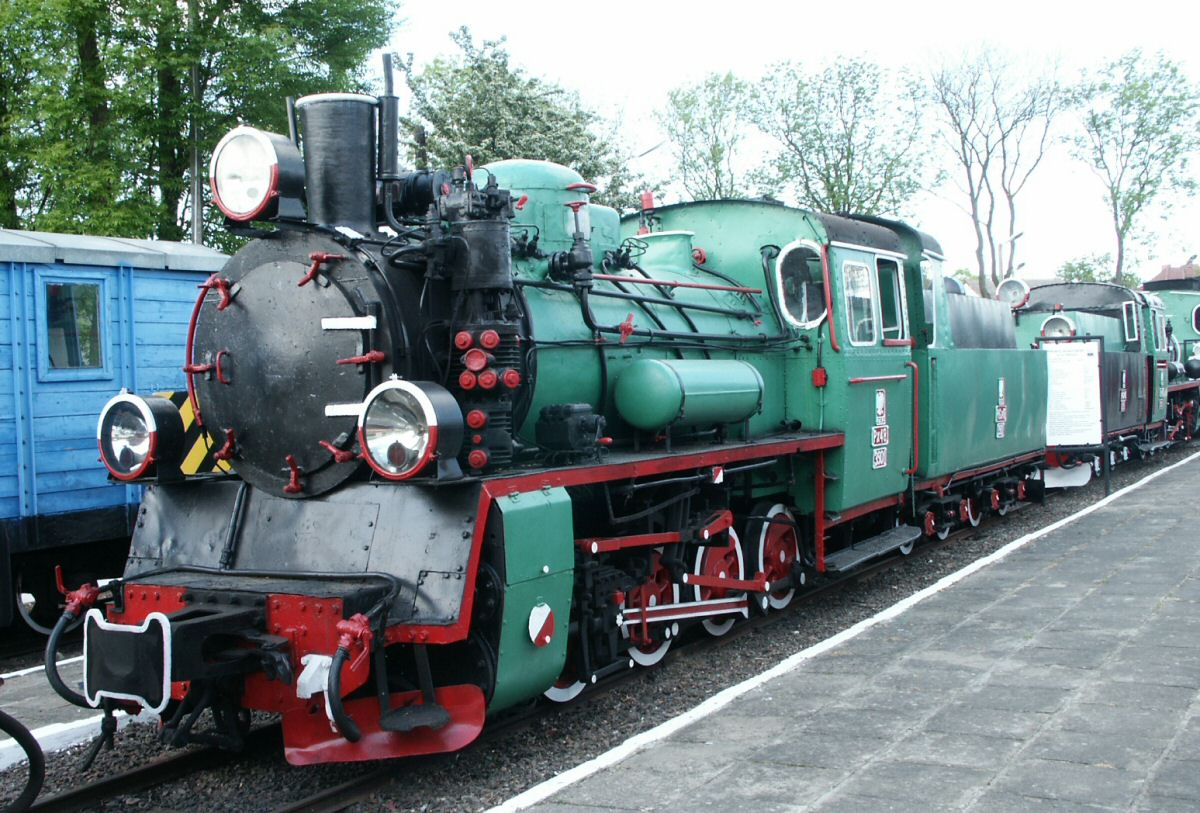
Wystawa Zachodniopomorskich Kolei Dojazdowych w Gryficach

## Wybrane dzieła ze zbiorów muzeum

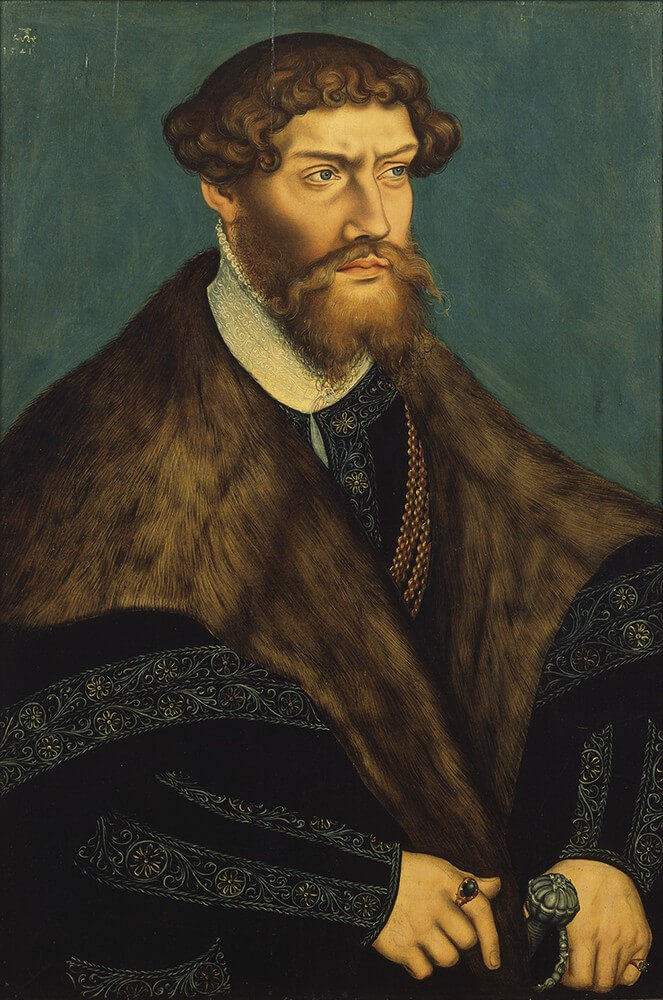
Lucas Cranach Młodszy Portret Filipa I (1541)
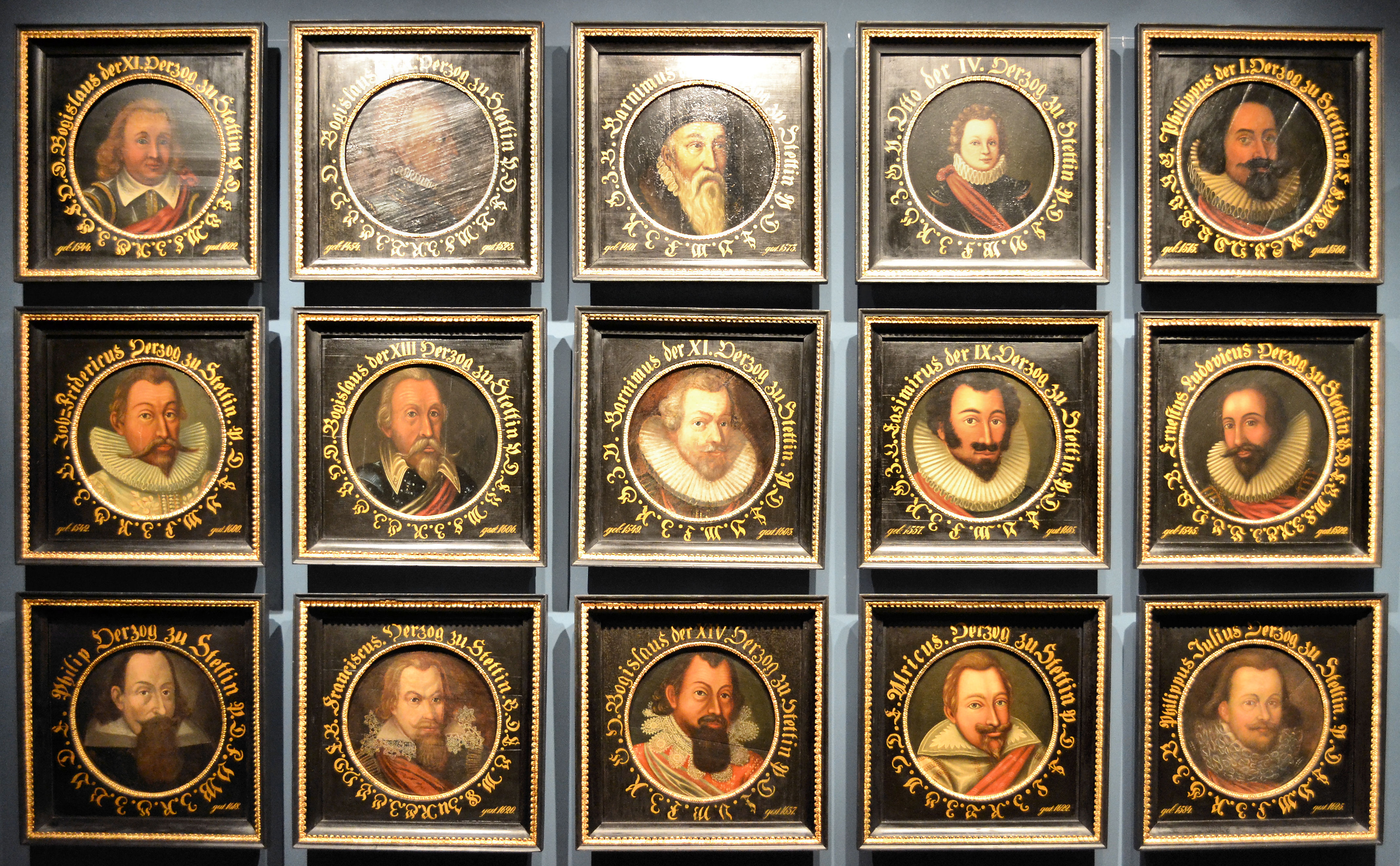
Portrety książąt pomorskich, autor nieznany, 1678
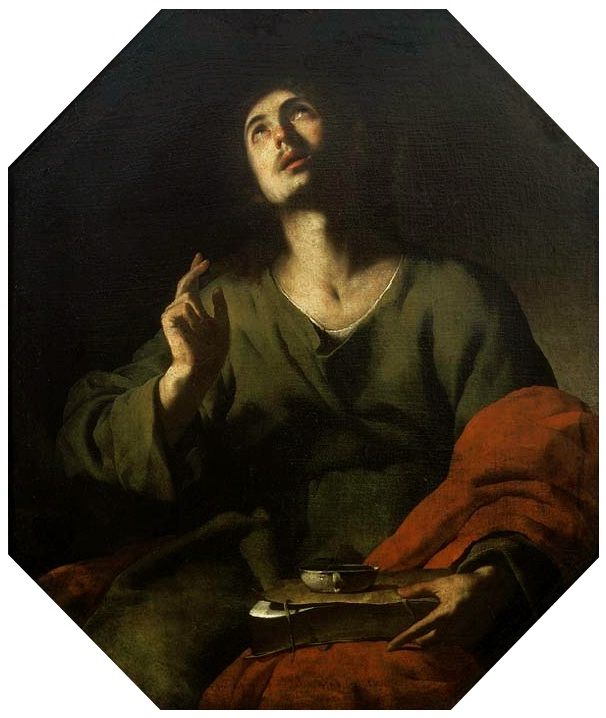
Bernardo Cavallino Święty Jan
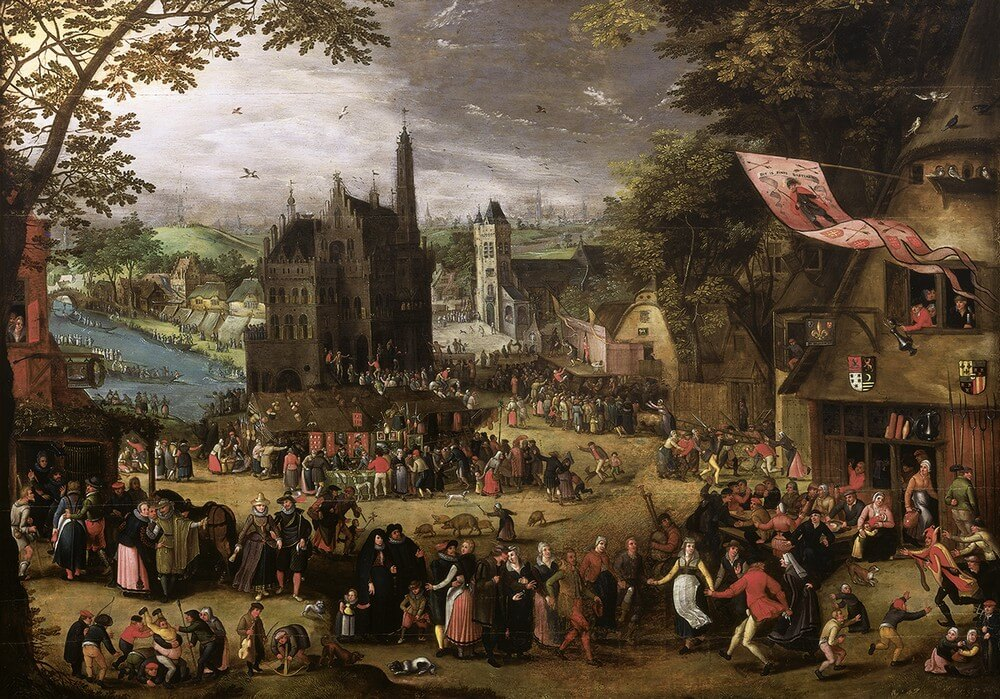
David Vinckboons Kiermasz
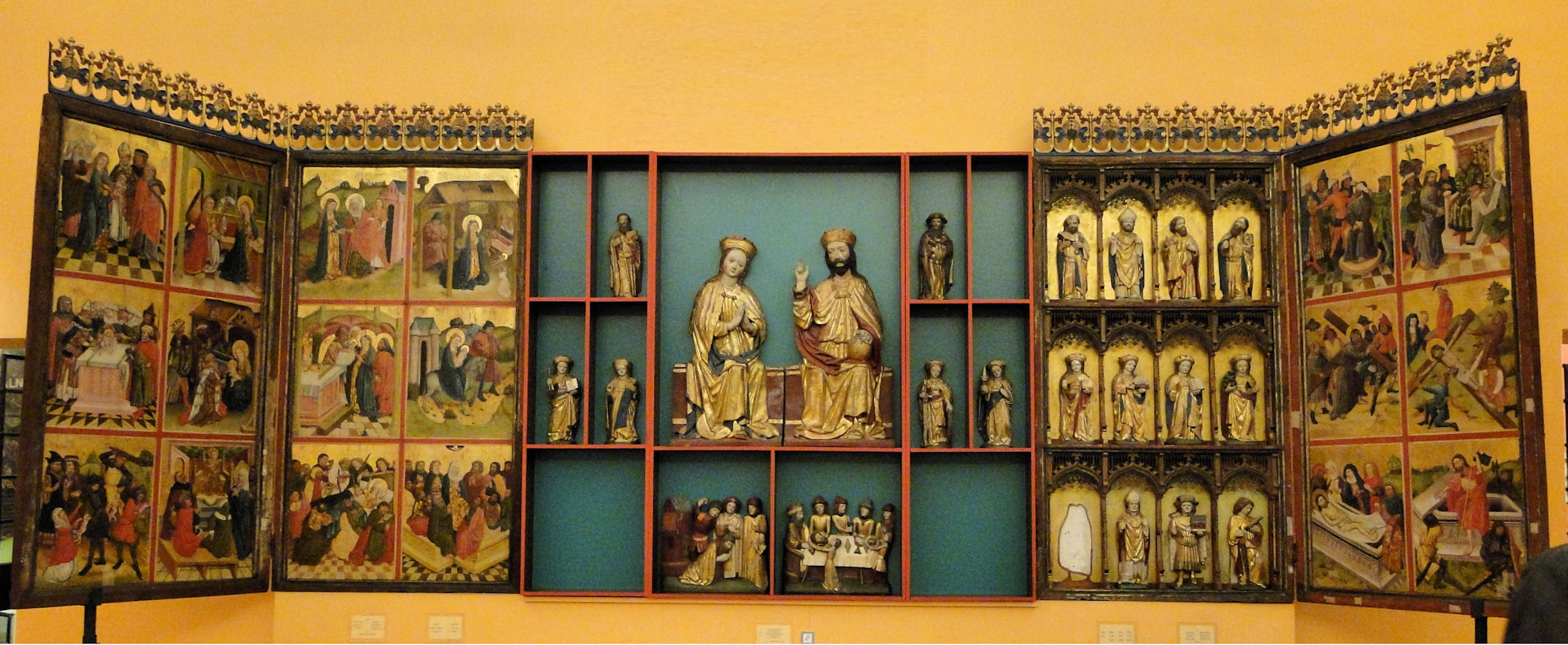
Poliptyk świętojański
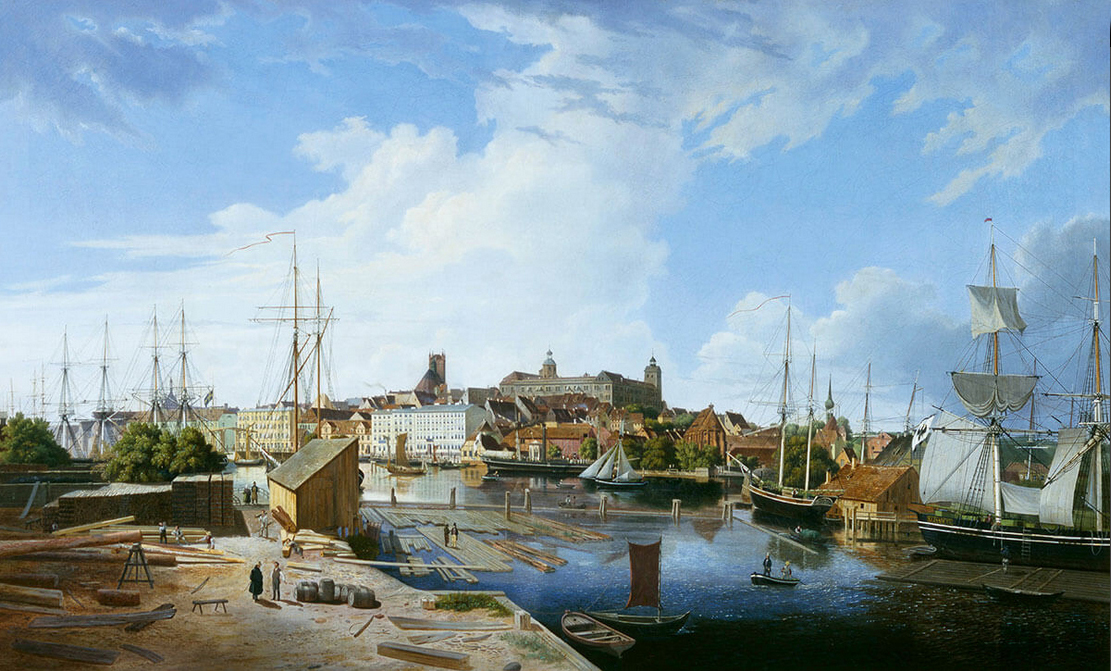
Ludwig Eduard Lütke Widok z Łasztowni na Zamek i Stare Miasto, 1836
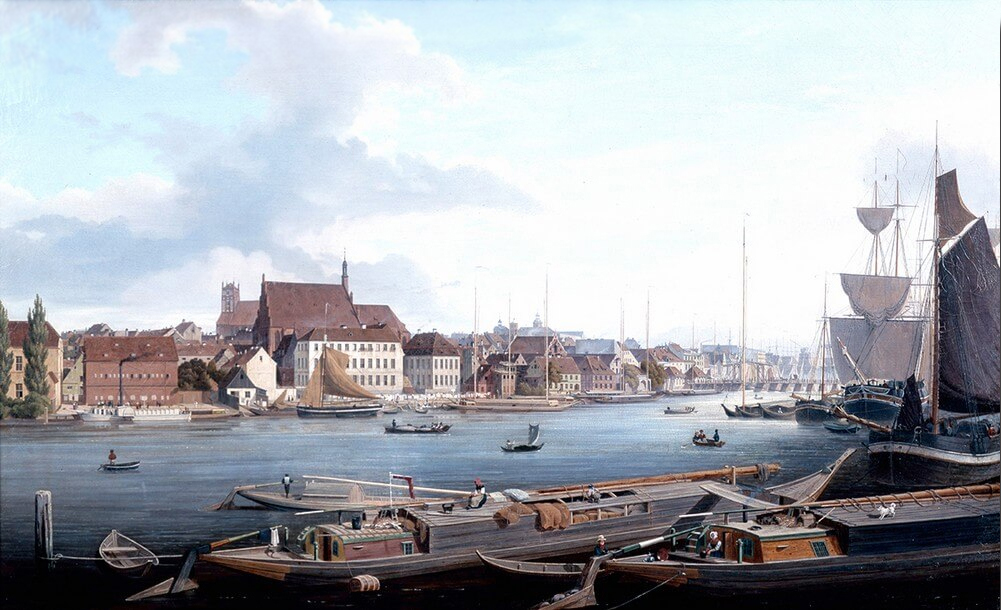
Ludwig Eduard Lütke Widok Szczecina od strony Odry z kościołem św. Jana, 1836
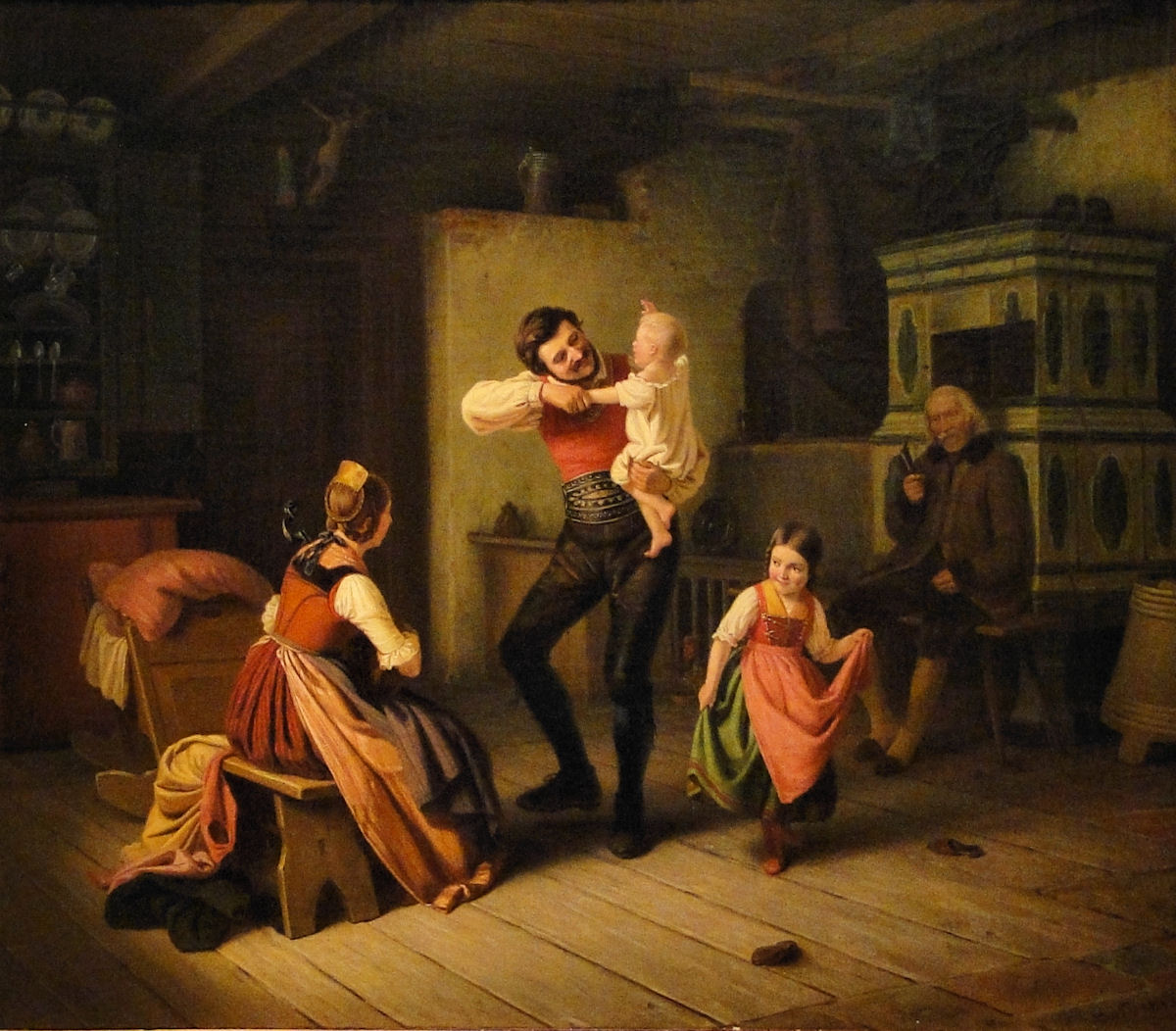
Ludwig Most Rodzina chłopska w pokoju
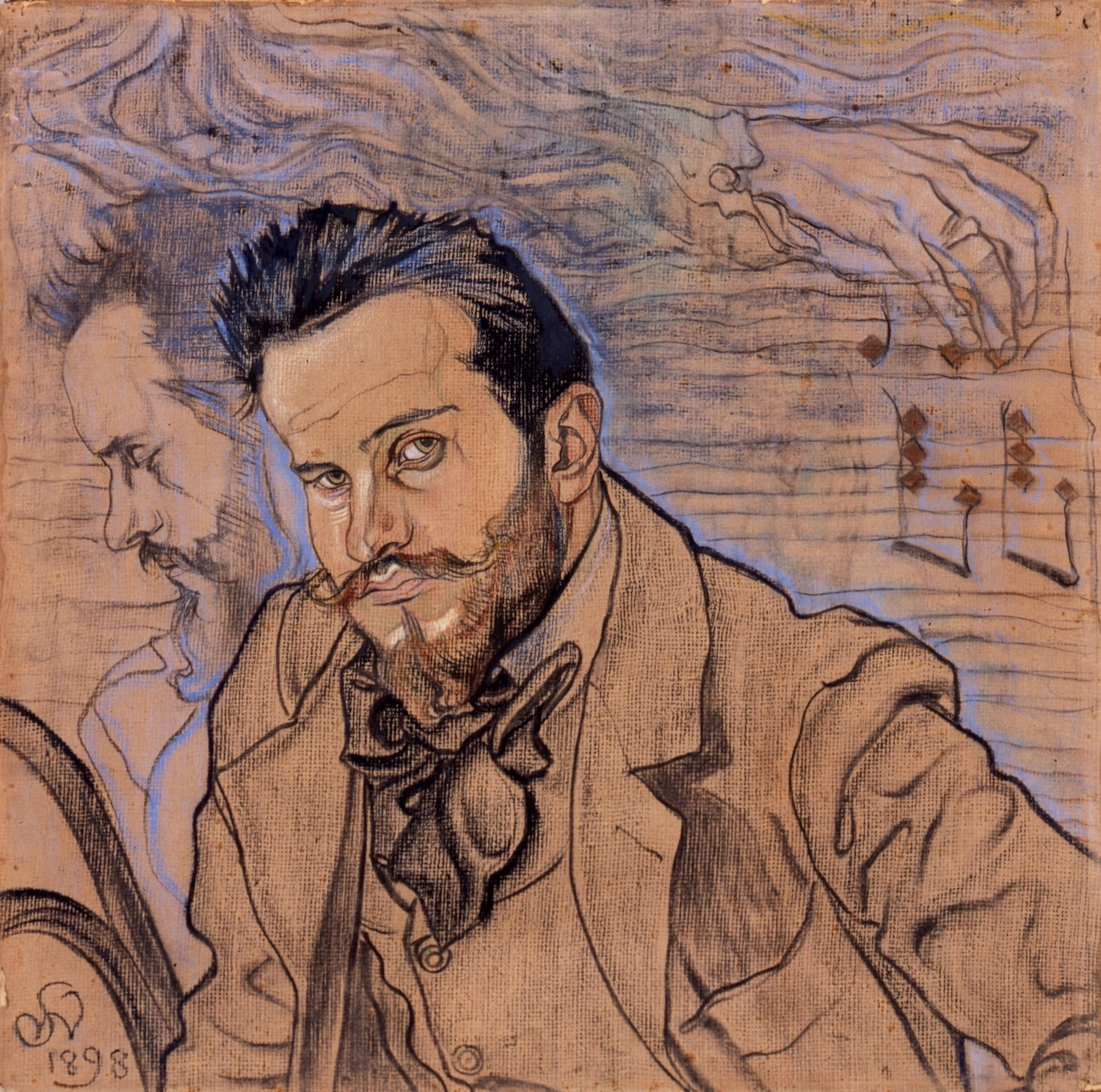
Stanisław Wyspiański Portret Henryka Opieńskiego, 1898
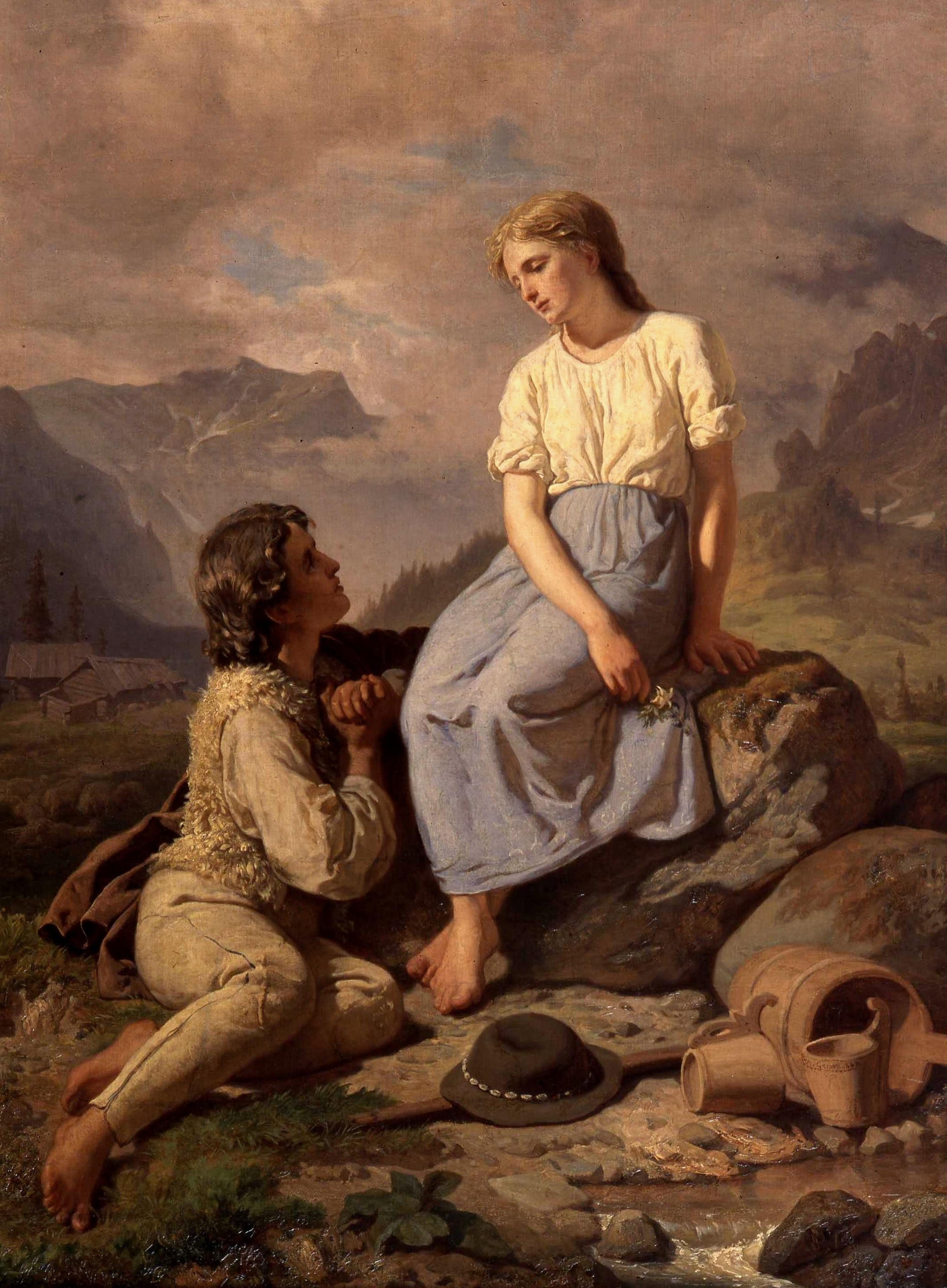
Wojciech Gerson Dzieci góralskie
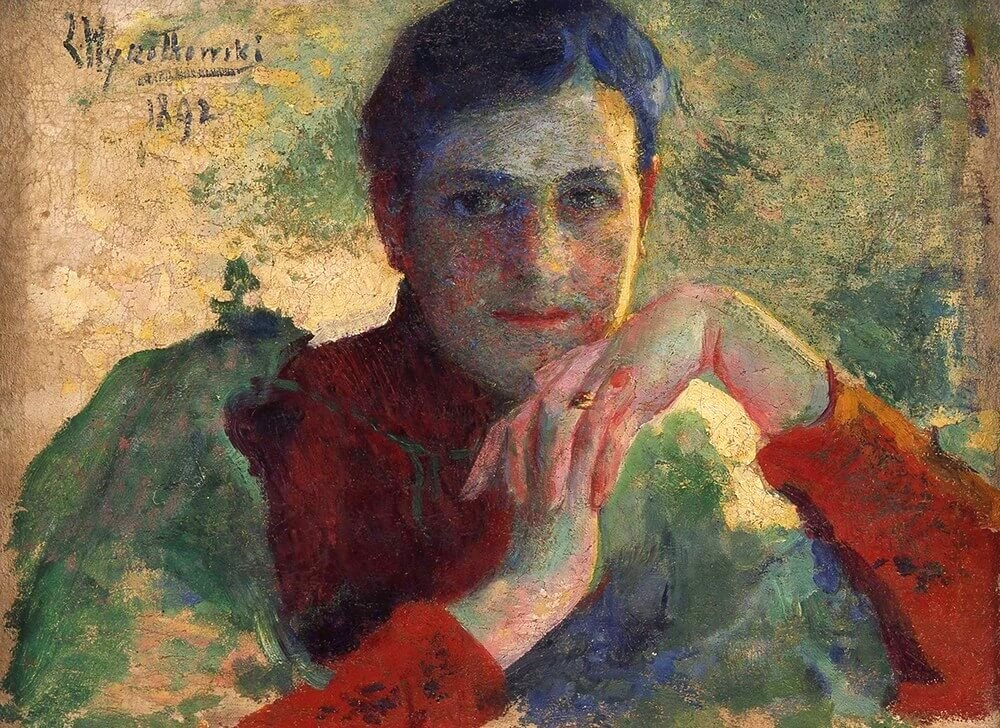
Leon Wyczółkowski Dziewczyna
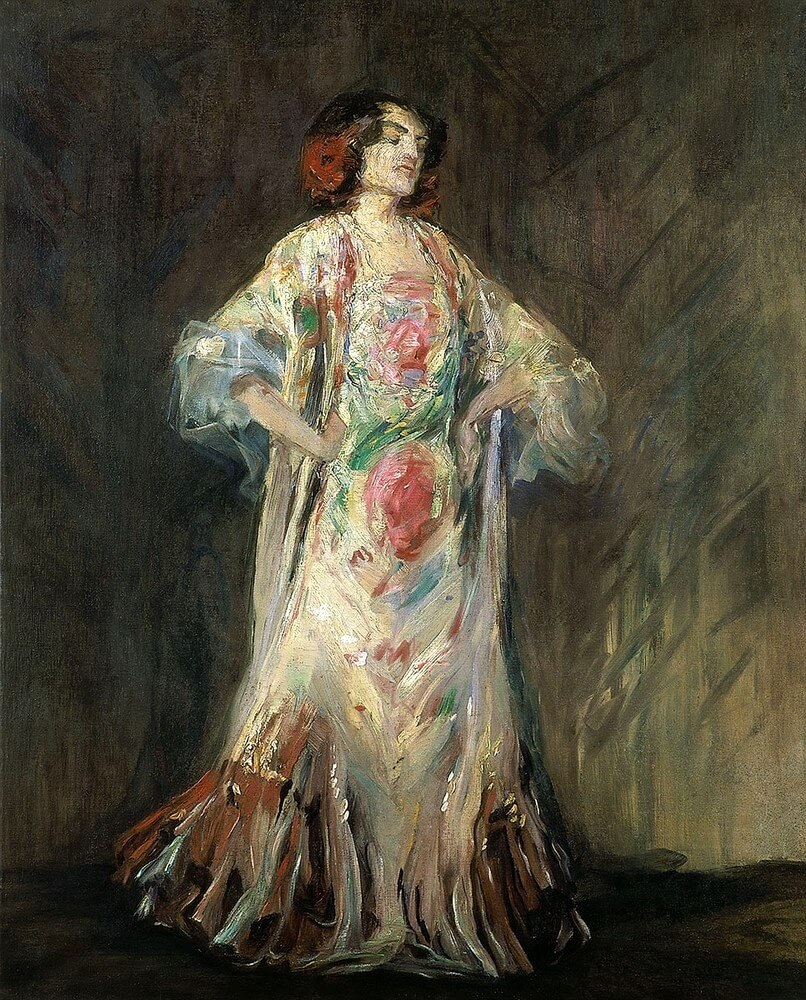
Max Slevogt Portret tancerki Antonii Mercé zwanej „La Argentina”
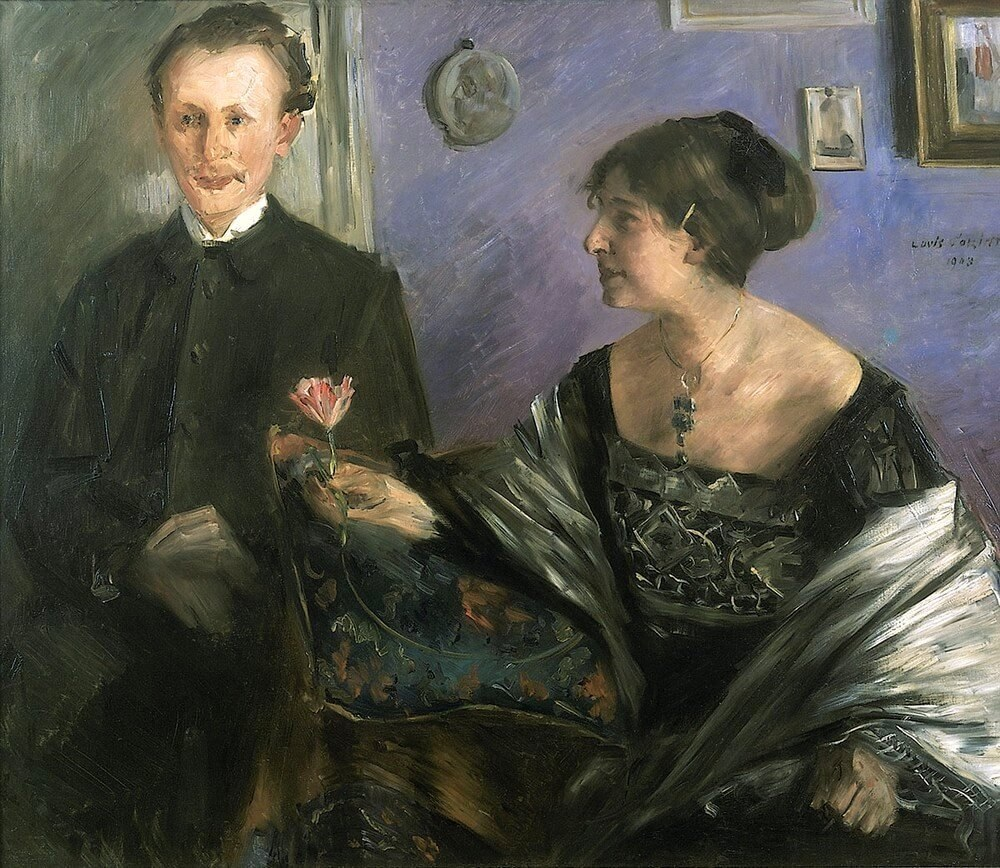
Lovis Corinth Portret pisarza Georga Hirschfelda i jego żony Elli, 1903
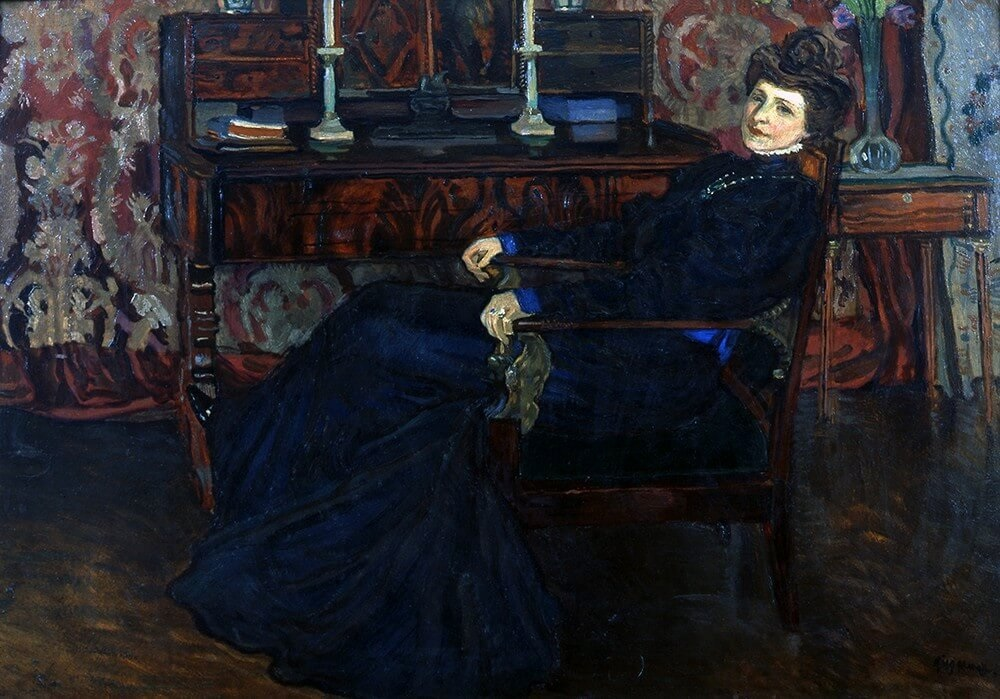
Józef Mehoffer Portret żony
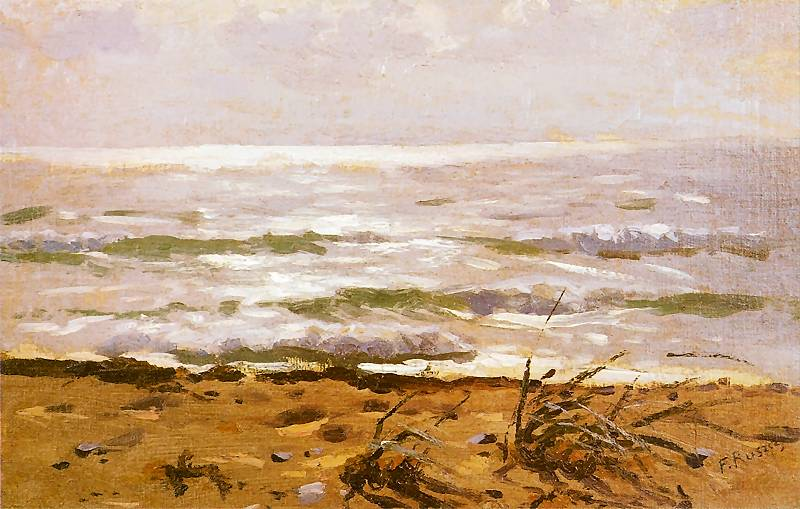
Ferdynand Ruszczyc Brzeg morski
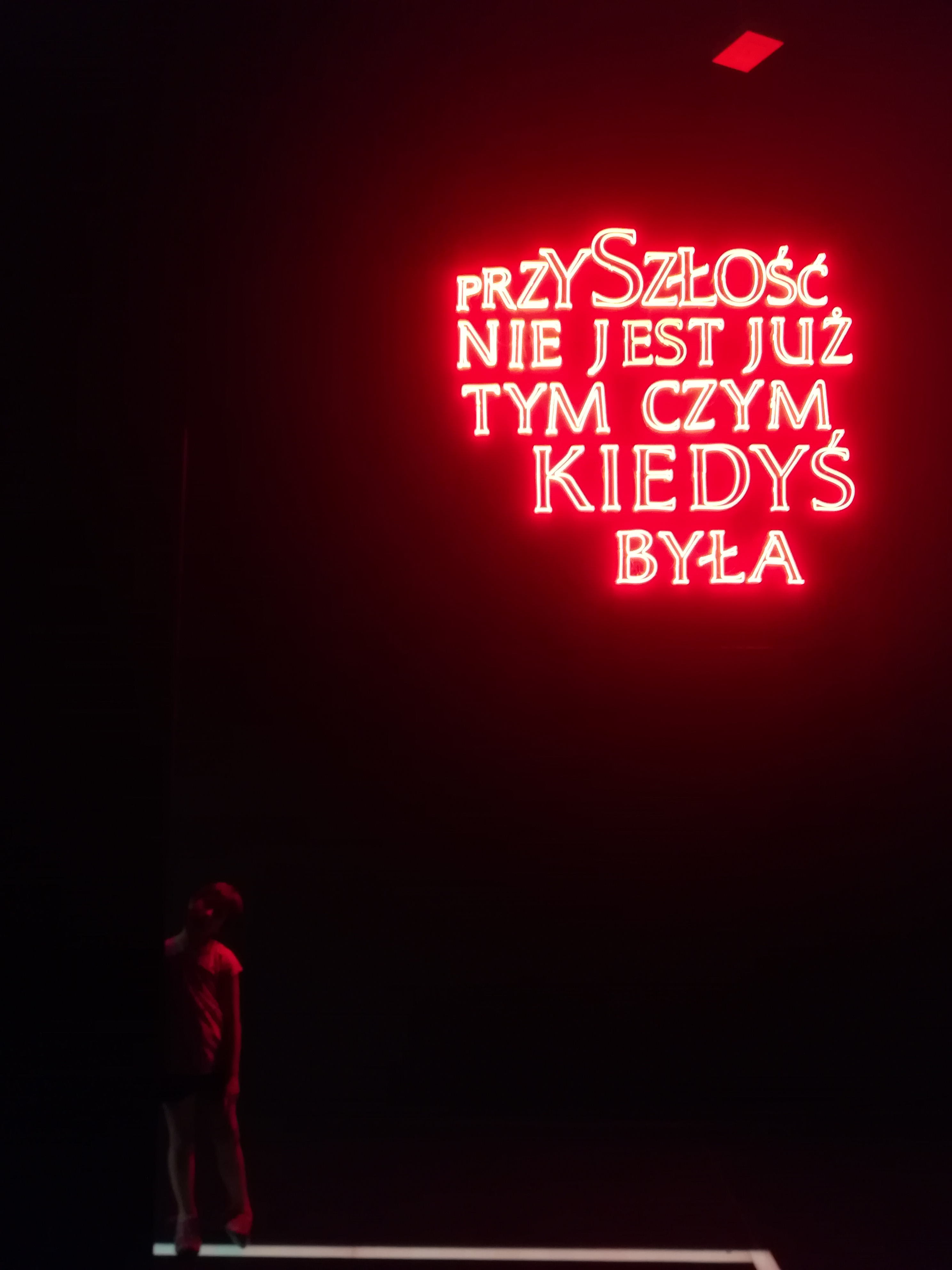
Centrum Dialogu „Przełomy”. Fragment ekspozycji.